# Jean-Joseph Benjamin-Constant

Faworyty emira, 1879

Benjamin Jean Joseph Constant (w literaturze również Benjamin-Constant) (ur. 10 czerwca 1845 w Paryżu, zm. 26 maja 1902 tamże) – francuski malarz i grafik.
Młodość spędził w Tuluzie, gdzie studiował w École des Beaux-Arts, naukę kontynuował w Paryżu u Alexandre Cabanela. Początkowo malował sceny historyczne, w paryskim Salonie wystawił pierwszy obraz w 1869 (Hamlet i Król). Bezskutecznie starał się o nagrodę i stypendium Prix de Rome (w 1868 i 1869). Podczas wojny francusko-pruskiej (1870–71) wyjechał do Hiszpanii, odwiedzając Madryt, Toledo, Kordobę i Grenadę. Był pierwszym nauczycielem hiszpańskiego malarza Mariano Fortuny y Madrazo. W 1872 odwiedził Maroko, w tym czasie zainteresował się orientalistyką. Za wielkie płótno Wjazd Mehmeda II. do Konstantynopola otrzymał złoty medal w Salonie w 1876.
Ok. 1880 Benjamin-Constant zmienił zainteresowania i zajmował się odtąd głównie portretem i malarstwem ściennym. Wykonał m.in. wielkie plafony w Hôtel de ville i Operze Komicznej w Paryżu, oraz szereg malowideł ściennych w Sorbonie. Malował portrety wielu osobistościom np. papieżowi Leonowi XIII i królowej angielskiej Aleksandrze. Był ulubionym portrecistą arystokracji angielskiej, kilkakrotnie wyjeżdżał do Ameryki. W 1893 został członkiem Institut de France, a w 1896 otrzymał Medal of Honor w Salonie za portret Mons Fils André. Był wyróżniony Legią Honorową.

## Wybrane prace
- Hamlet et le roi, 1869,

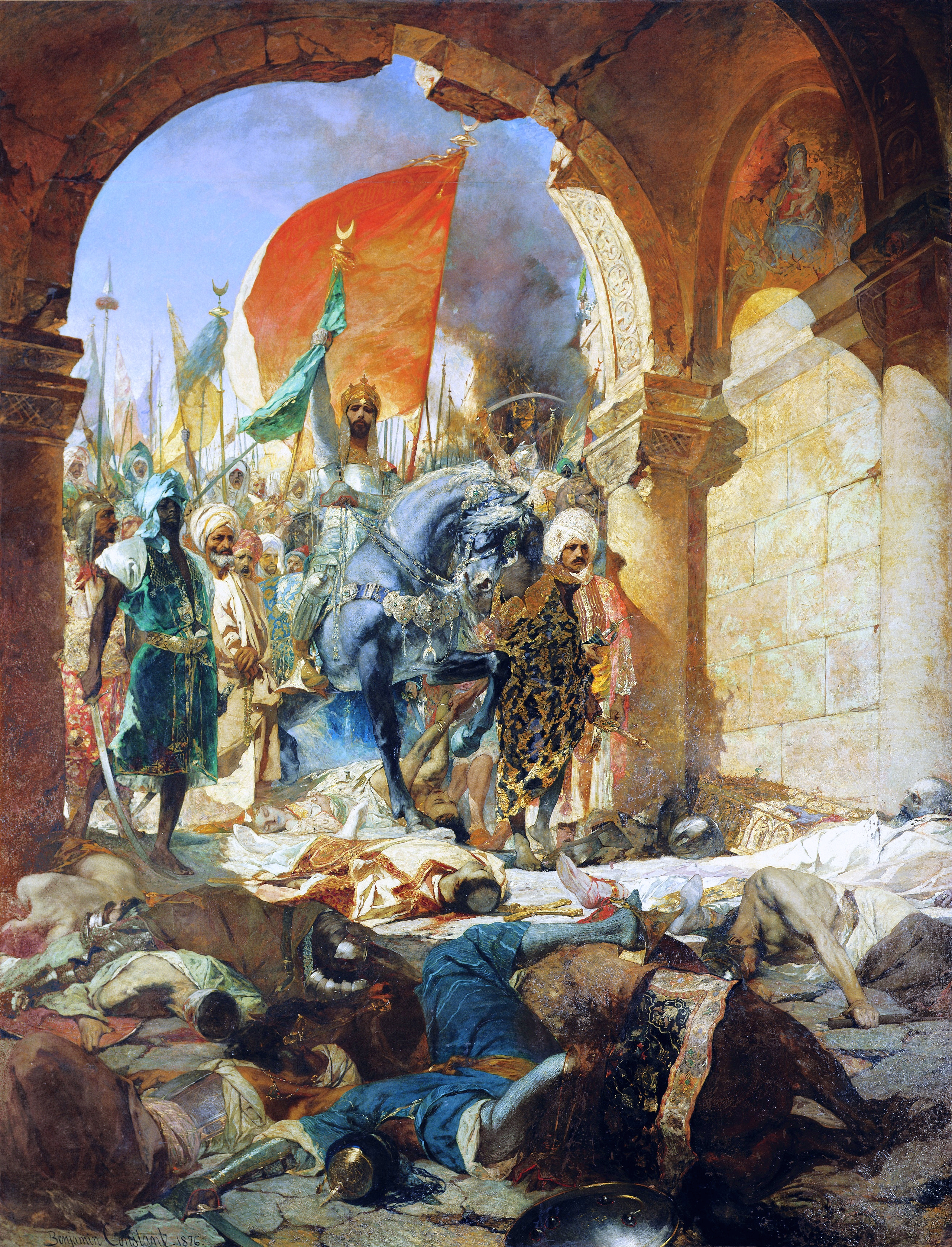
Wjazd Mehmeda II. do Konstantynopola, 1876

- Entée de Mahomet II à Constantinople, 1876
- Le soir sur les terrasses, 1879,
- Le harem marocain, 1882,